# Mont Dolent
Mont Dolent je vrchol, na kterém se střetávají státní hranice Francie, Itálie a Švýcarska. Ční do nadmořské výšky 3823 m. Přístup vede po mohutných ledovcích.

## Prvovýstup
Na vrchol poprvé vystoupili 9. července 1864 Edward Whymper, A. Adams-Reilly a horští vůdci Michel Auguste Croz, H. Charlet, M. Payot.

## Cesty výstupů
Na vrchol Mont Dolent je možné vystoupit sedmi základními horolezeckými cestami. Nejoblíbenější je cesta prvovýstupců.
- Jihovýchodní stěna - obtížnost PD, 4 hodiny od bivaku Fiorio. Ledovcová túra, v horní části přes lámavou skalní bariéru.
- Východní hřeben - obtížnost AD, 4:30 hodiny z chaty De la Maye. Prvovýstup A. Jacquerod, M. Kurz, 2. srpna 1907. Lámavý zasněžený skalní hřeben.
- Severní hřeben - obtížnost D, 8 hodin z chaty Argentière. Prvovýstup G. Bolaffio, Julius Kugy, J. Croux, C. Savoye, 25. července 1904.
- Severní stěna - obtížnost D, 8 hodin z chaty Argentière. Cesta zasněženou stěnou uhýbá v horní části na skalnatý severovýchodní hřeben. Prvovýstup J. Belleville, R. Devouassoux, 4. června 1974.
- Severozápadní stěna - obtížnost TD, 10 hodin z chaty Argentière. Prvovýstup M. Couturier, A. Charlet, A. Simmond, 10. června 1934.
- Severní stěna středem - obtížnost TD, 9 hodin z chaty A Neuve. Prvovýstup L. Dubost, L. Gevril, 16. července 1950.
- Západní kuloár - obtížnost ED, 8 hodin z chaty Argentière. Cesta končí na vedlejším vrcholu Pointe 3534 m. Prvovýstup J. Deletre, G. Perroux, 12. dubna 1980.